# サム・ショー
サミュエル・ショー(Samuel Robert Shaw、1984年1月19日 - )は、アメリカ合衆国のプロレスラー。フロリダ州ジャクソンビル出身。
TNA所属時代にサム・ショー(Sam Shaw）や本名名義のリングネームで活動していた事で知られる。
現在所属するNXTではデクスター・ルミス（Dexter Lumis）のリングネームで活動している。

## 来歴

### キャリア初期
WWA4レスリング・スクールでカーティス・ヒューズの元トレーニングを積み、2007年9月にワールド・リーグ・レスリング（World League Wrestling）でリングデビュー。2009年4月にヴィンテージ・レスリング（Vintage Wrestling）に参戦。参戦から1月後の5月にヴィンテージ・ヘビー級王座を初めて獲得している。タイソン・トムコとジェシー・ニールを相手に防衛するが、翌年2月にトマス・マーにタイトルを奪われている。
4月に再びヴィンテージ・ヘビー級王座を獲得するも9月にジェシー・ニールに奪われている。2011年5月にアーロン・エピックを破りヴィンテージ・ヘビー級王座を3度目の獲得。8月にはフロリダ・アンダーグラウンド・レスリング（Florida Underground Wrestling）に参戦をしている。9月には王座保持中にヴィンテージ・インターネット王座保持者とも対戦している。2012年6月にフランシスコ・シアトスに破れタイトルを失っている。その後ヴィンテージ・ヘビー級王座を賭けた4wayマッチに参加し、それをラストマッチにヴィンテージ・レスリングから離脱している。

### TNA（2012 - 2015）
2010年8月のPPVであるHardcore Justiceにループス（Lupus）のリングネームでスポット参戦をしている。
2012年、iMPACTで行われているガットチェックに登場。最初の登場ではチャンスをもらいながらもエイシズ・アンド・エイツ（Aces & Eights）の乱入にあい台無しにされている。ガット・チェック初登場後の2週間後に2回目のチャンスをもらい、ダグラス・ウィリアムズに勝利している。ガットチェックでの活躍が認められ、TNAと契約をした（実際はTNAの下部組織であるOVWとの契約）。
TNAとの契約と同時に下部組織であるオハイオ・バレー・レスリング（Ohio Valley Wrestling）に2012年10月に登場。アレックス・シルヴァとタッグを結成、12月にはシルヴァとのタッグでOVW南部タッグチーム王座保持者のジェシー・ゴッダーズとスウィッチブレードを破り王座を獲得している。しかし2013年1月中旬にクリムゾンとジェイソン・ウェインのタッグに王座を奪われている。
2013年11月21日、Impact Wrestlingにて期待の新人としてサミュエル・ショー（Samuel Shaw）としてクリスティ・ヘミからインタビューを受けた。そして2014年1月2日、Impact Wrestlingにてノア・ファーナムを相手にデビューし、秒殺勝利した。2月にミスター・アンダーソンを攻撃、抗争を開始した。
2015年6月、インパクト・レスリングを退団。

### インディー団体（2015 - 2019）
2018年10月21日、NWAの70周年記念大会で、コルト・カバナ、サミー・ゲバラ、スコーピオ・スカイとの4way戦を制し、ウィリー・マックとNWAナショナル王座を争ったが敗戦。

### NXT（2019 - ）
2019年2月11日にWWEと契約。3月16日のNXTハウスショーに本名でデビューした後、6月にリングネームをデクスター・ルミスに変更。同月、NXTブレイクアウトトーナメントに出場するも1回戦で敗退。

## 得意技
サイレンス
リングネームを本名のサミュエル・ショーに戻してからNXT所属に至る現在のフィニッシャー。
ブレーキング・ポイント
トップコーナーからのダイビング式レッグドロップ。放つ前にコーナー上で手カメラで相手を覗き込むポーズを決める。
ショーシャンク
相手の顔に両膝を当てるフェイス・バスター
アイリッシュ・カー・ボム
ファイアーマンズキャリーからのフェイス・バスター
サムトーン・ボム
スリングショット・スープレックス
リバウンド式ブレーンバスター
ラリアット
バックドロップ
スピニング・スパイン・バスター
ルー・テーズ・プレス
ドロップキック
裏投げ

## 獲得タイトル
OVW
- OVW南部タッグチーム王座 :2回（w/アレックス・シルヴァ）

Vintage Wrestling
- Vintageヘビー級王座 :3回